# Salticus perogaster
Salticus perogaster là một loài nhện trong họ Salticidae.
Loài này thuộc chi Salticus. Salticus perogaster được Tord Tamerlan Teodor Thorell miêu tả năm 1881.